# 능허대지
능허대지(凌虛臺址)는 인천광역시 연수구 옥련동에 있는 문화재이다. 1990년 11월 9일 인천광역시의 기념물 제8호로 지정되어 있다.

## 개요
| Daedongyeojido (Gyujanggak) 13-05.jpg |  |
|                                       |  |

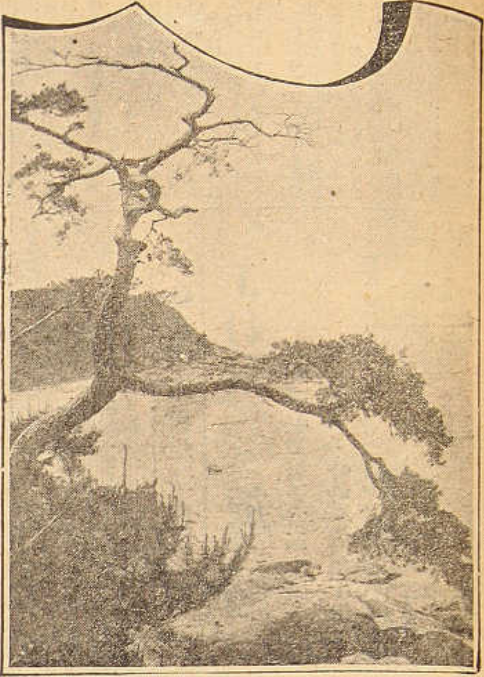
1927년의 능허대 앞 바다

능허대는 백제 근초고왕 27년(372)부터, 웅진으로 도읍을 옮긴 문주왕 1년(475)까지 사신들이 중국 동진(東晋)을 왕래할 때 출항하던 곳이다. 이 나루터는 한나루(漢津)라 불렸다.
당시 백제의 정치 상황은 고구려, 신라와 적대관계에 놓여 있었으며, 중국도 남·북조(南·北朝)로 나뉘어 서로 대립하고 있었다. 이러한 상황에서 중국 남조와 교류하고 있던 백제 사신들은 고구려를 거쳐가는 육로를 이용하지 못하고, 이곳 능허대를 통해 산동반도의 등주와 내주에 이르는 뱃길을 이용하였다.
지금은 간척사업으로 아파트와 유원지가 개발되어, 도심 한가운데 자리잡고 있다. 현재 능허대 공원으로 조성된 이곳에는 작은 정자와 연못이 있으며, 연못에는 인공폭포와 분수대가 있다.

## 서해의 갯벌
능허대지는 서해의 갯벌 역사를 보여주는 중요한 기준점이다. 현재는 서해의 대부분이 간척지,매립지로 육지화되어 천연의 자연 갯벌이 주는 지형을 짐작할 수 있을 뿐이다.

## 같이 보기
- 화도진지
- 월미도
- 수도권매립지
- 영종도
- 세어도
- 능허대로

## 참고 자료
- 능허대지 - 국가유산청 국가유산포털
- (대동여지도-서해-인천,강화)https://commons.wikimedia.org/wiki/File:Daedongyeojido_(Gyujanggak)_13-05.jpg
- (인천 수도권매립지 자료)https://commons.wikimedia.org/wiki/File:Incheon_reclamation_map.png